# Jorge Larrañaga
Jorge Washington Larrañaga Fraga (ur. 8 sierpnia 1956 w Paysandú, zm. 22 maja 2021 w Maldonado) – urugwajski polityk, senator, intendent (burmistrz) departmentu Paysandú w latach 1990–2000, kandydat w wyborach prezydenckich w 2004.

## Życiorys
Jorge Larrañaga urodził się w 1956 w mieście Paysandú, w którym także się wychował. Ukończył prawo na Uniwersytecie Republiki w Montevideo. Następnie, do 1990 pracował jako prawnik, specjalista prawa cywilnego i prawa pracy.
W latach 1985–1989 był przewodniczącym Partii Narodowej w departamencie Paysandu. Od 1990 do 2000 zajmował stanowisko intendenta (burmistrza) departamentu Paysandú. W 2000 został członkiem Senatu, w którym zasiada do dziś.
W wyborach prezydenckich 31 października 2004 był kandydatem Partii Narodowej. Zajął w nich drugie miejsce, z wynikiem 34% głosów, za Tabare Vázquezem, który zdobył nieco ponad 50% głosów poparcia.
W 2008 zdecydował się na udział w wyborach prezydenckich w październiku 2009. 28 czerwca 2009 przegrał jednak prawybory Partii Narodowej z Luisem Alberto Lacallem stosunkiem głosów 42,3% do 57,1%. W lipcu 2009 Lacalle wybrał Larrañagę swoim kandydatem do urzędu wiceprezydenta.